# Twenty Twenty (band)
Twenty Twenty is een Britse poppunkband uit Cambridge en Essex. Ze bestaan uit de leadzanger/gitarist Sam Halliday, broer en bassist Jack Halliday en drummer Sonny Watson-Lang.
De band heeft onder andere in het voorprogramma gestaan van onder andere The Wanted, The Saturdays, Avril Lavigne, Big Time Rush en Selena Gomez. Hun debuutalbum Small Talk kwam uit op 2 mei 2011.

## Bandleden
- Sam Halliday - 28 Juli 1988
- Jack Halliday - 21 Mei 1990
- Sonny Watson-Lang - 28 Mei 1990

## Geschiedenis
Eind 2008 kwamen Sam, Jack en Sonny samen, en zo ontstond Twenty Twenty. In februari 2009 speelden ze hun eerste liveshow in de Barhouse, Chelmsford (UK). Sindsdien hebben ze regelmatig getoerd en gespeeld voor uitverkochte zalen door de UK.
De band staat vooral bekend door het actieve gebruik van sociaalmediasites, waardoor er een grote groep fans is ontstaan die de band volgt.
Sinds begin 2011 vallen ze onder het platenlabel Geffen Records.

## Discografie

### Ep's
- Forever (2009)
- Raise Your Hands (2009)
- Worlds Apart (2010)

### Singles
| Single               | Jaar van verschijnen | Hoogste positie Chards UK | Album      |
| -------------------- | -------------------- | ------------------------- | ---------- |
| "Forever"            | 2009                 | -                         | -          |
| "Story Of Our Lives" | 2009                 | -                         | -          |
| "Worlds Apart"       | 2010                 | 72                        | -          |
| "Love To Life"       | 2011                 | 60                        | Small Talk |
| "Move It"            | 2011                 | -                         | -          |
| "Trouble"            | 2012                 | -                         | 25th Hour  |

### Studioalbums
| Titel        | Uitgavedatum | Hoogste positie Britse hitlijst |
| ------------ | ------------ | ------------------------------- |
| "Small Talk" | 2 mei 2011   | 26                              |

### Dvd
- I Got Down With Twenty Twenty - met een concertregistratie van een concert in de O2 Islington Academy, Londen. Deze DVD bevat ook twee tourdiaries.